# Латвийское общество глухих
Латвийское общество глухих (латыш. Latvijas Nedzirdīgo savienība), сокращённо LNS, — неправительственная организация, основной целью которой является содействие включению населения Латвии с нарушениями слуха в общество, а также информирование, понимание и отзывчивость общества в решении проблем людей с нарушениями слуха. Здесь добровольно работают как глухие, так и слабослышащие люди, говорящие на латышском языке жестов. В настоящее время LNS основывается на мониторинге выполнения Конвенции ООН о правах инвалидов в Латвии.

## История

### Истоки (1920—1944)
Годом основания Союза глухих Латвии считается 19 мая 1920 года, когда была зарегистрирована Рижская ассоциация глухих — первая организация, представляющая интересы глухих в Латвии. Эта организация была перерегистрирована 23 января 1929 года как Рижское общество глухих «Иммануил» (Rīgas Kurlmēmo biedrību «Immanuel»), насчитывавшее 115 членов. В то же время действовали Елгавское общество глухих (основано 30 ноября 1920), Всеобщее общество глухих (основано 25 июля 1928 года в Риге) и Видземское общество глухих (основано 21 августа 1929 года в Риге), штаб-квартира которого находилась в Валмиере.
30 ноября 1930 года в столице Латвии Риге, в здании Большой гильдии, состоялся Первый Латвийский съезд глухих, организованный «Иммануэлем» и Видземским обществом глухих. Было принято решение о создании совместного Латвийского союза глухих. Это произошло через полгода, 19 мая 1931 года, когда был основан и зарегистрирован Латвийский союз глухих. Его первым председателем был скульптор Вильгельм Трей. Общество «Иммануил» и Всеобщее общество глухих, объединившееся 24 октября 1933 года в Рижское общество глухих, и Видземское общество глухих, дополнившее их уставы, продолжали действовать параллельно и работали по всей Латвии.
Вторая мировая война частично парализовала работу объединений. Во время немецкой оккупации многие ассоциации были запрещены, но в 1942 году Ассоциация спорта глухих, основанная в 1935 году, была восстановлена и насчитывала около 230 членов.

### Советский период (1944—1990)
Учреждения СССР не признавали организации межвоенного периода, однако 16 октября 1944 года было выделено финансирование Ассоциации спорта глухих, которая первоначально продолжала оставаться основой ассоциации глухих. 8 мая 1945 года общество было переименовано в Латвийское общество глухих.
5 ноября 1945 года состоялось учредительное собрание Латвийского общества глухих, на котором был принят устав общества. Возглавила объединение Роза Кузнецова, москвичка, назначенная решением наркома социального обеспечения Латвийской ССР.

#### Общенациональная ассоциация
28 января 1949 года общество вновь сменило название и стало Обществом глухих Латвийской ССР, которое организовало первый съезд 9-11 июля того же года.
25 марта 1952 года в соответствии с постановлением Президиума Главного управления Общества глухих Латвийской ССР № 366 созданы учебно-производственные мастерские при некоторых объединениях глухих республики.
В 1954 году у ассоциации была своя газета «Копсоли» («Kopsolī»).
В 1962 году, во время 6-го съезда Общества, в этот период общество в последний раз переименовали в Общество глухих Латвийской ССР (Latvijas PSR Nedzirdīgo biedrību), подчеркнув, что «многие молодые люди избавились от глухоты» и «глухоты как таковой больше нет в Латвийской ССР».
В советский период число членов быстро увеличивалось, в регионах создавались новые ассоциации, создавались производственные мощности, предоставлялась возможность для глухих получить среднее образование, а в 1969 году в Риге был построен дом культуры «Ритаусма». Всего за советский период состоялось 12 съездов общества.

#### Организация образования
4 марта 1952 года Правительство приняло Постановление № 314 «О мерах по борьбе с глухотой и совершенствованию ухода за глухими и слабослышащими людьми», которым создана сеть обучения глухих людей на всей территории республики. После этого Постановлением № 209 от 10 марта 1954 года «О мерах по совершенствованию работы в Обществе глухих Латвийской ССР и его учебно-производственных мастерских» к сети были добавлены мастерские, где люди могли получить профессию и работать.

### Период независимости (с 1990 года)
Перемены были отмечены уже на XII съезде организации, но более значительные тенденции нового периода наблюдались в период между этим и следующим съездом, а также на последующем за ними съезде. В 1992 году LNL стала членом Всемирной федерации глухих. На 13-м съезде, состоявшемся 16-17 октября 1993 года, организация получила нынешнее название «Союз глухих». В 1994 году было создано структурное подразделение ООО «Центр Сурдотехнической Помощи» и получило логотип «LNS».
Сотни глухих и слабослышащих людей ещё были заняты на различных работах в республике в начале 1990-х годов, но в период национальной независимости индустрия глухих постепенно исчезала.
В 2004 году LNS стала членом Европейской федерации глухих (EUD). В этот период LNS реализовала ряд проектов Европейского союза по улучшению качества жизни глухих людей. В Риге и Лиепае были построены центры социальной реабилитации, начато обучение сертифицированных сурдопереводчиков, создано несколько дочерних компаний.

## Внутренняя структура
Высшим руководящим органом LNS является собрание членов, обязанности которого выполняет Конгресс, созываемый раз в четыре года. Все члены LNS имеют право участвовать в выборах представителей, они выдвигаются на общих собраниях ассоциаций, пропорционально количеству членов ассоциации. Конгресс избирает совет LNS, который, в свою очередь, избирает исполнительный совет LNS. Председатель правления также является президентом LNS.
LNS учредила несколько ООО с определёнными функциями: SIA «LNS Rehablitācijas centrs», которое предоставляет услуги сурдоперевода, социальной реабилитации, обучения взрослых, занимается продвижением языка жестов и культуры глухих, SIA «LNS Surdotehniskās palīdzības centrs», которое предоставляет техническую помощь и консультации квалифицированных специалистов для людей с проблемами слуха, SIA «LNS Nekustamie īpašumi», которое управляет недвижимостью, принадлежащей LNS, и SIA «LNS Dane», которое было создано на основе Даугавпилсского учебного производственного общества, основанного в 1952 году и специализирующегося в швейной промышленности.

## Территориальная структура
Латвийский союз глухих в настоящее время состоит из восьми региональных ассоциаций, некоторые из которых имеют территориальные группы. В настоящее время (в 2018 году) существуют региональные ассоциации Даугавпилса, Кулдиги, Лиепаи, Резекне, Риги, Смилтене, Валмиеры и Вентспилса. Региональные ассоциации существовали и в других городах. Недавно (31 декабря 2017 года) одна из них была ликвидирована в Плявинясе. Они также были в Елгаве (закрыта в 1974 году), Цесисе, Ливанах и Алуксне.
Самым крупным является Рижское региональное объединение, насчитывающее 1079 членов (на 1 января 2017 года), которое имеет 14 территориальных групп в Земгальском пригороде Риги, Курземском районе, Латгальском пригороде, Видземском пригороде, Северном районе, бывшем Рижском районе, Юрмале, Тукумсе, Елгаве, Плявинасе и Рижская 8-я вечерняя средняя школа, а также отдельные группы: группа художников «Cerība», группа LNS и группа «Tilts» (для людей с нарушением слуха, которые не используют жестовый язык ежедневно).